# Замок Кайрфилли
Замок Кайрфилли (англ. Caerfilly) — средневековый замок, находится в городе-графстве Кайрфилли, на территории традиционного графства Гламорган, в Уэльсе.

## История замка
Замок Кайрфилли — норманнский замок, возвышающийся над центром города Кайрфилли в южном Уэльсе. Это самый большой замок в Уэльсе, второй по величине в Великобритании (после Виндзорского) и одна из крупнейших крепостей в Европе.
Возведение замка происходило на историческом фоне последнего возвышения Валлийского княжества под предводительством Лливелина ап Грифида. Заключив 25 сентября 1267 года с Генрихом III договор в Монтгомери, Ллевелин получил от английской короны признание территориальной целостности большей части Уэльса и своего титула Принца Уэльского. Это позволило ему активизировать деятельность по собиранию валлийских земель, что не могло не вызвать значительного противодействия со стороны баронов Валлийской Марки.
Одним из ответных действий лорда Гламоргана Гилберта «Рыжего» де Клера было начатое 11 апреля 1268 года на спорных территориях долины Сенгенид строительство замка Кайрфилли, стратегическое положение которого позволяло контролировать Средний Гламорган. В 1270 году Лливелин Последний атаковал замок, пытаясь помешать планам соперника, но в 1271 году замок был всё же достроен. Разрешить территориальный спор двух могущественных лордов Уэльса попытался Генрих III, передав епископам Вустера и Личфилда полномочия по временному управлению замком до урегулирования дела. Однако это не помешало Гилберту вскоре вернуть себе контроль над Кайрфилли.
Посчитав ряд подобных действий английской стороны нарушением договора в Монтгомери, Лливелин так же перестал выполнять свои обязательства, что послужило Эдуарду I поводом для военного похода в Уэльс и окончательного его присоединения к Англии в 1282 году.
Таким образом, активная история замка была очень короткой, и покорение Уэльса привело к утрате его актуальности в качестве оборонительного сооружения. Незначительные атаки валлийцев в 1294—1295 и в 1316 годах не причинили замку какого-либо ущерба. Последние военные действия, которые связаны с Кайрфилли — это его сопротивление войскам королевы Изабеллы, которые проводили с декабря 1326 по март 1327 года осаду замка, принадлежавшего на тот момент фавориту Эдуарда II — Хью Деспенсеру. Осада была снята, когда Хью был казнён по обвинению в убийстве Лливелина Брена.
К концу XIV века замок перестал быть местом жительства владельцев, и большая его часть была заброшена. Последующие хозяева — Ричард Бошам, Ричард Невилл и Джаспер Тюдор — ещё производили некоторые работы по поддержанию замка, но они прекратились в конце XV века. Замок Кайрфилли постепенно пришёл в упадок. Несмотря на то, что он почти не был затронут боевыми действиями Гражданской войны 1642—1648 годов, повреждение, причинённое парламентской армией в 1648 году, привело к возникновению одной из самых известных особенностей замка — наклону юго-восточной башни.
Состояние замка ухудшалось до последней четверти XVIII века, когда первый маркиз Бьют начал работы по его восстановлению. Три поколения маркизов проводили документирование особенностей замка, расчистку его окрестностей и реконструкцию каменной кладки стен. В 1950 году замок Кайрфилли был передан правительству и в настоящее время находится в ведении организации Cadw, агентства по историческим сооружениям Уэльса.